# جنيفر جويس
جنيفر جويس هي منافسة ألعاب القوى كندية، ولدت في 25 سبتمبر 1980.

## وصلات خارجية
- جنيفر جويس على موقع الاتحاد الدولي لألعاب القوى (الإنجليزية)
- جنيفر جويس على موقع اتحاد ألعاب الكومنولث (مؤرشف) (الإنجليزية)
- جنيفر جويس على موقع دورة ألعاب الكومنولث 2006 (مؤرشف) (الإنجليزية)